# Kereskedelmi szálláshely
A kereskedelmi szálláshely egy gyűjtőfogalom a magyar jogban. 

## Kereskedelmi szálláshelynek minősülő létesítmények
1. Szálloda
2. Panzió
3. Kemping
4. Üdülőház
5. Közösségi szálláshely

## Egyéb szálláshelynek minősülő létesítmények
1. Egyéb szálláshely
2. Falusi szálláshely

## Működési szabályai
Kereskedelmi szálláshely működési engedély és osztályba sorolás nélkül nem működhet. A működési engedélyen fel kell tüntetni típusát.
A kereskedelmi szálláshelyet annak fenntartója, üzemeltetője minősíti, illetve sorolja osztályba. A kereskedelmi szálláshely osztályba sorolását minden, az osztályba sorolásra és a minősítésre kiható ténybeli változás esetén, de ötévenként minden esetben felül kell vizsgálni, és újra osztályba kell sorolni, illetőleg újra kell minősíteni. Az  ötéves  időszakot a kereskedelmi szálláshely működési engedélyének kiadásától illetőleg az utolsó osztályba sorolástól, illetve minősítéstől kell számítani.
A kereskedelmi szálláshely bejáratánál az osztályba sorolását feltüntető táblát a vendég által jól látható módon kell elhelyezni. A tábla anyaga réz, illetve réz jellegű, mérete 25x50 cm, a tartalma a következő:
- a szálloda, illetve egyéb kereskedelmi szálláshely neve,
- a szálloda, illetve egyéb kereskedelmi szálláshely típusa magyar nyelven (szálloda, gyógyszálloda, wellness szálloda, apartman szálloda, garniszálloda, panzió, kemping stb.)
- a szálloda típusa angol és német nyelven, illetve egyéb kereskedelmi szálláshely esetében annak típusa,
- a kereskedelmi szálláshely osztályba sorolásának megfelelő számú csillag, illetőleg a megfelelő osztály római számmal feltüntetve, illetve a megfelelő kategória megjelölése, valamint
- az üzemeltető döntésétől függően a tábla bal alsó sarkában feltüntethető a Magyar Szállodaszövetség, illetőleg a megfelelő érdekképviseleti szervezet emblémája.

Ha az ellenőrzésre jogosult szervezet megállapítja, hogy a kereskedelmi szálláshely osztályba sorolása nem felel meg a feltételeknek, illetőleg az épületnek vagy berendezésének állapota, minősége, tisztasága kifogásolható, az üzemeltetőt, illetve a magánszállásadót a hiányosság megszüntetésére hívja fel. HA a hiányosság fennmarad, alacsonyabb osztályba sorolható a szálláshely.
Az ellenőrzésre jogosult szervezet alacsonyabb osztályba nem sorolhatja azt a kereskedelmi szálláshelyet, amely műemlék vagy műemlék jellegű épületben működik és a szobaegység nagyságára vonatkozó követelményeknek a műemléki jelleg miatt nem tud eleget tenni.

## Külső hivatkozások
- /*www.csesznek.info*/